# C-반응성 단백질
C-반응성 단백질(영어: C-reactive protein, CRP)은 인간의 혈장에서 발견되는 고리 모양의 펜타머 단백질로, 흔히 인체가 염증 상태인지 파악할 때 검사할 수 있는 단백질이다. 염증 상태에서 혈액 속의 CRP의 농도는 증가하게 된다. CRP는 급성기 단백질로 분류되며, 대식세포와 T세포에서 IL-6이 분비됨에 따라 혈중 농도가 증가한다. C-반응성 단백질의 생리학적인 역할은 죽어가거나 죽은 세포의 표면에 발현된 리소포스파티딜콜린에 결합하여 C1q를 매개로 한 보체계의 활성화에 기여하는 것이다. CRP는 간에서 합성되며, 대식세포와 지방세포가 내보내는 신호에 따라 합성이 조절된다. 또한, CRP는 처음으로 밝혀진 패턴인식수용체(PRR)이기도 하다.

## 구조

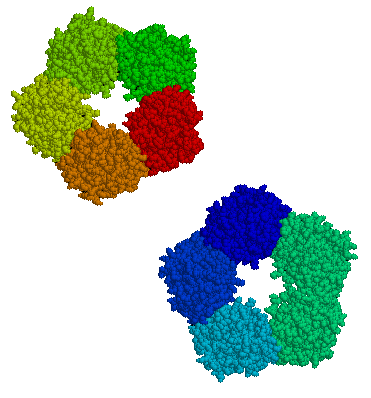
C-반응성 단백질의 구조 모델링
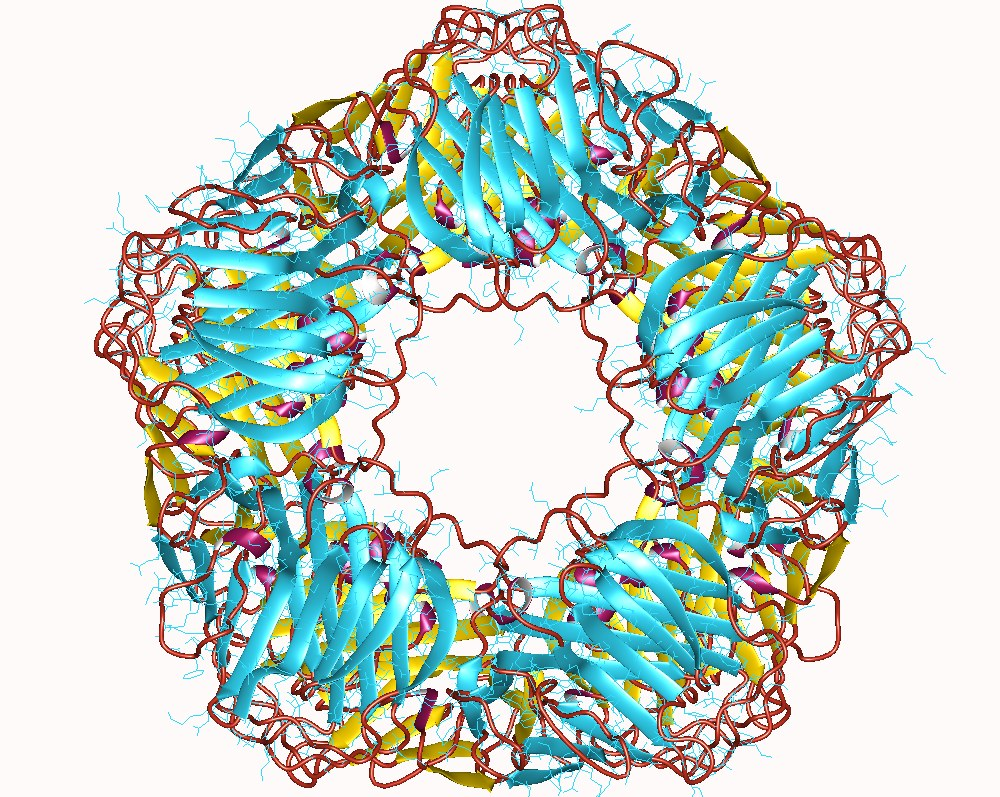
C-반응성 단백질의 구조 모델링

## 같이 보기
- 염증
- 급성기 단백질
- 적혈구침강속도 (ESR)